# Liste des Premiers ministres du Guyana
 (signalé en août 2025).
Si vous disposez d'ouvrages ou d'articles de référence ou si vous connaissez des sites web de qualité traitant du thème abordé ici, merci de compléter l'article en donnant les références utiles à sa vérifiabilité et en les liant à la section « Notes et références ».
- Archive Wikiwix
- Bing
- Cairn
- DuckDuckGo
- E. Universalis
- Gallica
- Google
- G. Books
- G. News
- G. Scholar
- Persée
- Qwant
- (zh) Baidu
- (ru) Yandex
- (wd) trouver des œuvres sur Wikidata

Le Premier ministre du Guyana est un membre élu de l'Assemblée nationale du Guyana. Il agit comme principal adjoint et conseiller du président de la république coopérative du Guyana ainsi que comme chef des affaires gouvernementales à l’Assemblée, mais il n’est pas le chef du gouvernement du Guyana, rôle exercé par le président qui est aussi chef de l'État. Le Premier ministre assume la fonction de président si la présidence devient vacante.

## Histoire
En mai 1953, Cheddi Jagan, du Parti progressiste du peuple, remporte les élections législatives et devient ministre en chef de la Guyane britannique, mais il est contraint à la démission en octobre de la même année. La fonction est recréée en 1961 sous le nom de Premier, avant de devenir Premier ministre en 1966, avec l'accession du pays à l'indépendance.

## Ministre en chef
| # | Nom          | Portrait | Mandat      | Mandat         | Parti                        |
| # | Nom          | Portrait | Début       | Fin            | Parti                        |
| - | ------------ | -------- | ----------- | -------------- | ---------------------------- |
| 1 | Cheddi Jagan |          | 30 mai 1953 | 9 octobre 1953 | Parti progressiste du peuple |

## Premiers ministres avant l'indépendance
| # | Nom            | Portrait | Mandat           | Mandat           | Parti                        |
| # | Nom            | Portrait | Début            | Fin              | Parti                        |
| - | -------------- | -------- | ---------------- | ---------------- | ---------------------------- |
| 1 | Cheddi Jagan   |          | 5 septembre 1961 | 12 décembre 1964 | Parti progressiste du peuple |
| 2 | Forbes Burnham |          | 12 décembre 1964 | 26 mai 1966      | Congrès national du peuple   |

## Premiers ministres depuis l'indépendance
| #  | Nom                  | Portrait | Mandat           | Mandat           | Parti                                                            |
| #  | Nom                  | Portrait | Début            | Fin              | Parti                                                            |
| -- | -------------------- | -------- | ---------------- | ---------------- | ---------------------------------------------------------------- |
| 1  | Forbes Burnham       |          | 26 mai 1966      | 6 octobre 1980   | Congrès national du peuple                                       |
| 2  | Ptolemy Reid         |          | 6 octobre 1980   | 16 août 1984     | Congrès national du peuple                                       |
| 3  | Desmond Hoyte        |          | 16 août 1984     | 6 août 1985      | Congrès national du peuple                                       |
| 4  | Hamilton Green       |          | 6 août 1985      | 9 octobre 1992   | Congrès national du peuple                                       |
| 5  | Sam Hinds (1re fois) |          | 9 octobre 1992   | 17 mars 1997     | Parti progressiste du peuple                                     |
| 6  | Janet Jagan          |          | 17 mars 1997     | 19 décembre 1997 | Parti progressiste du peuple                                     |
| 7  | Sam Hinds (2e fois)  |          | 19 décembre 1997 | 9 août 1999      | Parti progressiste du peuple                                     |
| 8  | Bharrat Jagdeo       |          | 9 août 1999      | 11 août 1999     | Parti progressiste du peuple                                     |
| 9  | Sam Hinds (3e fois)  |          | 11 août 1999     | 20 mai 2015      | Parti progressiste du peuple                                     |
| 10 | Moses Nagamootoo     |          | 20 mai 2015      | 2 août 2020      | Partenariat pour l'unité nationale – Alliance pour le changement |
| 11 | Mark Phillips        |          | 2 août 2020      | en fonction      | Parti progressiste du peuple                                     |